# Boeotarch
Boeotarch (Oud-Grieks: βοιωτάρχης < Βοιωτία (Boeotië) + ἀρχή (heerschappij), uitgesproken als 'beu-otarch' of 'boiotarch') was de titel van de hoofdofficieren van de Boeotische Bond, opgericht in 379 v.Chr. nadat een opstand de steden van Boeotië van de Spartaanse dominantie bevrijdde. Er waren zeven Boeotarchen, gekozen uit zeven verkiezingsdistricten in Boeotië. Als de grootste stad van het gebied koos Thebe over het algemeen vier van de Boeotarchen, terwijl de andere drie afgelegen districten vertegenwoordigden.
De bekendste individuen die het ambt hebben bekleed waren Epaminondas en Pelopidas, die Thebe naar de hegemonie over Griekenland leidden in het midden van de 3e eeuw v.Chr.

## Antieke bronnen
- Paus. IX 13.6-7, 14.5; X 20.3.

## Referentie
- John V.A. Fine, The Ancient Greeks: A critical history, Cambridge (Mass.), 1983. ISBN 0674033140

## Verder lezen
- R. Whiston - H. Hager, art. Boeotarches, in W. Smith - W. Wayte - G.E. Marindin (edd.), A Dictionary of Greek and Roman Antiquities, Londen, 1890, pp. 300-302.
- H. Thurston Peck, art. Boeotarches, in H. Thurston Peck, Harpers Dictionary of Classical Antiquities, New York, 1898, p. 212.